# 에밀리 드 브르퇴유 뒤 샤틀레 후작부인
샤틀레 후작부인 가블리엘레 에밀리 르 토넬리에 드 브르퇴유(프랑스어: Gabrielle Émilie Le Tonnelier de Breteuil, marquise du Châtelet)는 에밀리 뒤 샤틀레(영어: Emilie du Chatelet, 1706년 12월 17일 ~ 1749년 9월 10일)로 알려진 프랑스의 과학자이다. 최초의 근대과학의 여성과학자로 불린다. 여성의 중등교육을 허락하지 않았던 시대였지만 에밀리의 가문은 높은 계급에 속했고 상당한 자산을 소유했기 때문에 과학을 전문적으로 연구할 수 있었다. 그러나 여전히 남자들의 도움이 필요한 상황 속에서 학문을 연구할 수밖에 없었다. 라틴어로 쓰여진 아이작 뉴턴의 프린키피아를 프랑스어로 번역하고 명료한 이해를 돕는 상세한 주석을 달았다. 그만큼 프린키피아를 뿌리 깊게 이해하고 있었다. 또 형이상학적인 개념에 머물렀던 라이프니츠의 활력(라틴어: vis viva) 개념을 과학에 도입했다. 언어학에도 뛰어났던 그녀는 라틴어, 이태리어, 그리스어, 독일어에 능했고 과학연구 뿐 아니라 번역에도 힘썼다. 문법 연구와 성서에도 관심을 갖고 연구를 했으며, 라틴어와 그리스 고전들을 번역했다. 《오이디푸스》를 번역하기도 하였으며 《행복론》을 쓰기도 했다. 생전에 남긴 업적은 사후 《백과전서》 편찬에 활용되었다.

## 생애

### 성장 과정
1706년 12월 17일 파리에서 네 자녀 가운데 막내로 태어났다. 그녀의 아버지인 루이 니콜라스(프랑스어: Luis Nicolas le Tonnelier de Breteuil)는 교육열이 매우 높은 사람이었다. 일찍이 그녀의 재능을 알아보았고, 아버지의 후원으로 그녀는 남자 형제들과 동등한 교육을 받을 수 있었다. 당대 여자들은 받을 수 없었던 수학, 문학, 과학 교육을 받았다. 또한 스페인어, 영어, 이태리어, 라틴어, 그리스어, 독일어를 배웠다. 그녀는 곧 가정교사들이 가르칠 수 있는 수준을 넘어섰고, 베르사유에서 그녀와 지적인 대화를 나눌 만한 사람이 없었다. 그녀의 어머니 가브리엘 안느는 딸이 상류층 여성이 지녀야 할 태도를 갖추길 원했지만, 그러기에 에밀리는 과학, 철학, 신학에 대한 호기심이 많았다. 루이 니콜라는 딸에게 펜싱과 승마를 가르쳤다. 펜싱 실력이 좋아 궁정에서 유명한 왕실 근위대장인 자크 드 브룅이라는 사람에게 결투를 신청했고, 모두가 보는 광장에서 벌인 결투는 어머니를 당혹케했다.

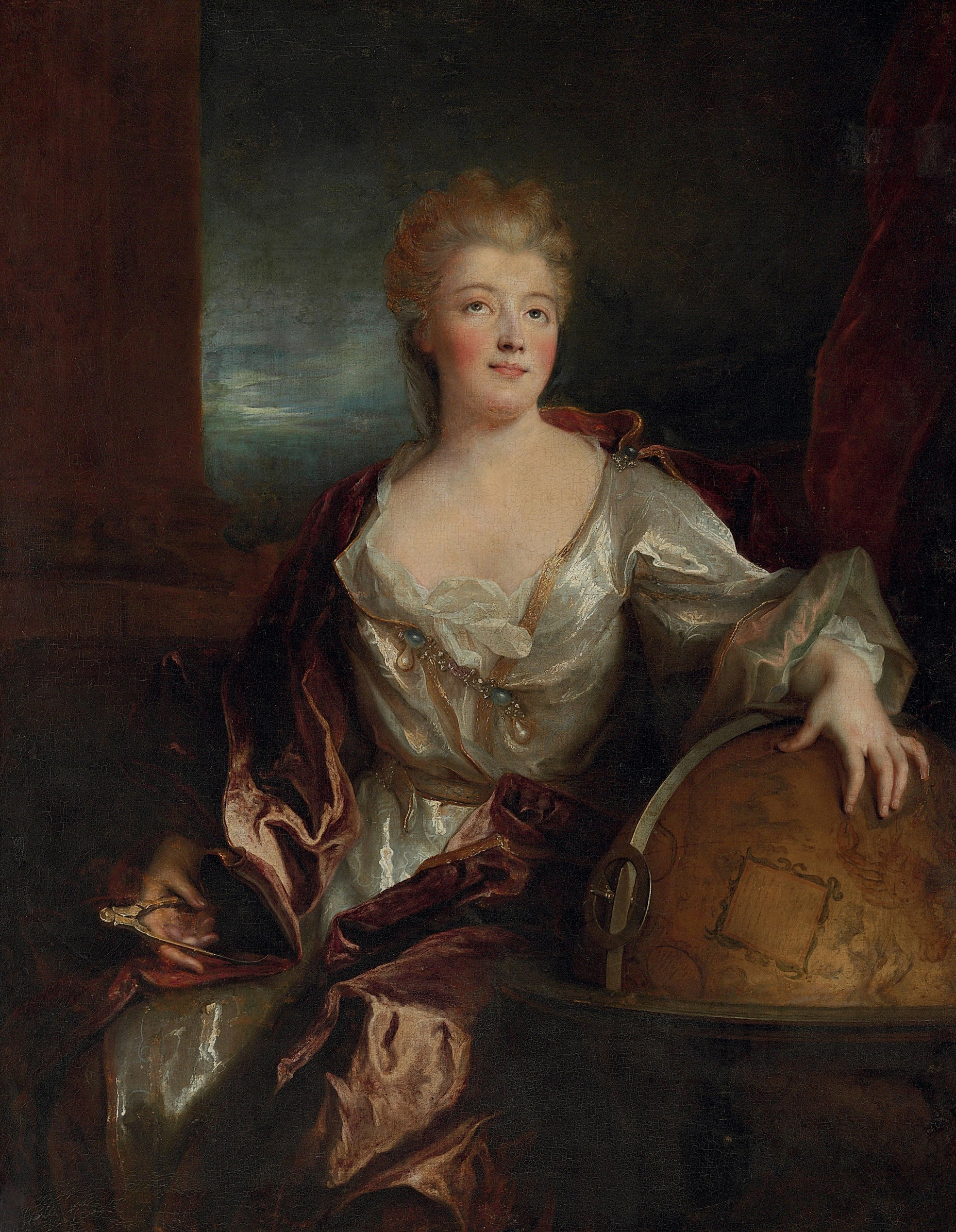
뒤 샤틀레의 초상화

### 결혼 및 연애
1725년 18살의 나이에 당시 머스킷 총병이었던 샤틀레 후작이자 로몽 백작인 플로랑 클로드(프랑스어: Florent-Claude)과 결혼하여 아이 셋을 낳았다. 플로랑 클로드는 부르고뉴 지방의 세뮈르의 통치자였다. 남편은 주둔 병사를 감독하느라 바빴으며, 아내가 공부하는 것을 존중해주었다. 결혼과 출산 이후 과학의 세계에 진입할 수 없었기에 그녀는 외로운 시간을 보냈다. 남자였다면 대학에서 공부를 할 수 있는 기회를 얻었을테고, 과학아카데미의 회원이 될 수도 있었다. 그러다가 루이 14세의 대자이자 대단한 바람둥이로 이름 높았던 리슐리외 공작과 연애하게 된다. 이후에는 수학자이자 물리학자인 피에르루이 모페르튀를 만났다. 그는 한때 근위대원이었지만 하던 일을 그만두고 물리학자가 되기 위한 과정을 밟고 있었다. 두 사람은 고등수학을 함께 공부하면서 가까운 사이가 되었다. 모페르튀는 당시 프랑스에서는 받아들여지지 않았던 뉴턴의 학설을 지지했고, 뉴턴이 예측했던 사항을 확인하러 북극 탐사를 떠나게 되면서 두 사람은 헤어지게 된다. 에밀리는 이 모페르튀에게 수학적 측면에서 많은 영향을 받았으나 나중에 모페르튀는 에밀리의 저서인 《물리학 입문》을 수학적 측면에서 비판한다. 후에 에밀리는 독일의 수학자 사무엘 쾨니히(독일어: Samuel König)에게 수학을 배우면서 더욱 심도 있게 공부하게 된다.

### 볼테르와의 관계
스물여덟 살 때 볼테르를 처음 알게 된 후 약 10여 년간 볼테르와 연인 관계였으며, 죽을 때까지 특별한 관계를 유지했다. 볼테르가 정부와 성직자 계급을 주로 비판했기에 위험에 처할 때 그녀가 도움을 주었다. 그녀는 볼테르를 루이15세와 화해시키기도 하였으며, 볼테르가 《철학 서간(프랑스어: Lettres philosophiques)》 때문에 도피하였을 때 자신의 성을 빌려주거나 궁정에서의 영향력을 발휘하기도 하였다. 볼테르 역시 샤틀레를 도왔다. 그는 샤틀레를 자신의 명성을 이용해 지식인 모임에 들어가게 해주었다. 귀족인 에밀리와 미천한 가문 출신인 볼테르와의 관계에 대해 당시 사람들은 부정적이었다. 볼테르와 그녀의 남편과의 사이는 나쁘지 않았는데 볼테르가 적지 않은 재정자원을 들여 시레이 성을 꾸미는데 도왔기 때문이다. 또한 귀부인들의 연애가 자유로웠던 당시의 분위기도 영향을 미쳤다. 볼테르는 영국으로 망명했던 시절, 새로운 뉴턴의 사상에 감명을 받았고, 볼테르가 뉴턴의 명저를 읽게 된 데에는 에밀리 뒤 샤틀레의 영향도 있었다. 1737년까지 에밀리는 볼테르와 같이 왕립 과학아카데미 안에서 데카르트 학파와 대립하던 국내 뉴턴 학파를 지지하였다. 후에 볼테르는 프랑스로 귀국해 명작 캉디드를 남기게 되는데 에밀리의 도움을 받았다. 이들의 관계는 몇 년 후 시들어지는데, 뉴턴을 최고로 생각하던 볼테르는 에밀리의 관심사가 뉴턴에서 라이프니치로 관심이 이동한 것에 대해 불만이 있었다. 또한 에밀리는 볼테르가 프리드리히 대왕과 친분을 나누는 것을 못마땅하게 생각했다.
- 1736년에 볼테르와 공동으로 《뉴턴 철학원론(프랑스어: Élemens de la philosophie de Neuton)》을 완성했다.
- 1738년에 볼테르와 공동으로 《뉴턴 철학의 기본 요소들(프랑스어: Eléments de la philosophie de Newton)》을 썼다. 볼테르는 데카르트에 너무나 심취한 과학원을 겨냥하여 뉴턴에 대한 책을 냈다.

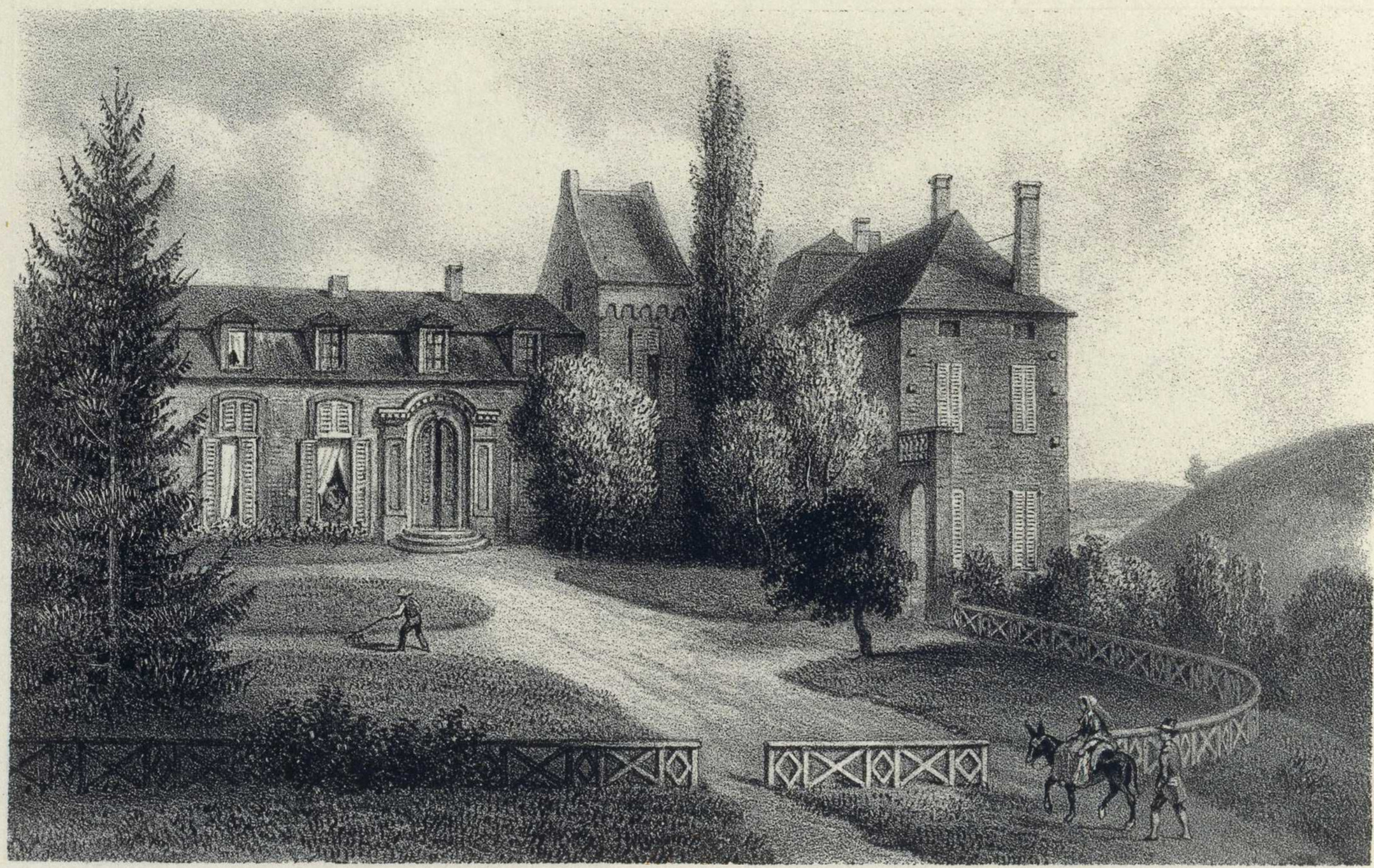
시레이 성

### 시레이 성
에밀리의 남편은 시레이에 오래된 성을 소유하고 있었다. 에밀리와 볼테르는 이 곳을 두 사람의 연구실 및 주거공간으로 개조했다. 2년여의 공사를 거친 끝에 탄생한 시레이 성은 파리의 프랑스 과학 아카데미에 견줄 만한 도서관과 런던에서 수입해온 최신 실험 장비를 갖추게 되었다. 방문객들이 이용할 수 있도록 객실용 방들과 세미나실도 있었다. 공동 서재를 두었고 서로 독립적으로 이용할 수 있는 개인 서재에는 학문 연구를 위해 항상 커튼을 내려 동트기 전후의 조명 상태를 유지하였다. 점차 시레이 성에는 유럽의 최고 과학자들이 방문하기 시작했다. 에밀리와 볼테르는 10년 이상 시레이의 성에서 함께 살았다. 오래된 성을 개조해서 공동 서재와 개인 작업실, 여러 개의 객실을 두었다. 볼테르는 종종 에밀리의 작업실에 방문해서 뉴턴의 라틴 원문을 네덜란드어 주석과 비교하는데 도움을 받았다.
외국의 많은 신진 학자들이 이곳에 머물다 갔다. 쾨니히나 베르누이 같은 과학자들은 이곳에서 장기간 묵기도 하였다. 에밀리 뒤 샤틀레와 볼테르는 유럽 과학자들과의 협력으로 뉴턴 연구의 기초가 확립되는 것에 만족했다.
운동하는 물체가 갖는 힘에 관한 연구로 시레이는 몇 안되는 진정한 독립 연구소로 인정받게 된다. 연구소와 같은 역할을 담당했던 시레이 성에서 그들이 독자적으로 개척한 삶은 많은 사람들에게 영향을 주었다. 그 둘은 파리에서 떠나 있었기 때문에 세간의 시선에서 자유로워질 수 있었다. 에밀리는 이곳에서부터 본격적으로 철학을 공부했으며 뉴턴 학문에 대해 공부하였다. 이 시기에 그녀는 여러 저작을 남겼으나 대부분 소실되었다.

### 사망
볼테르와 관계가 소원해진 시기, 에밀리 역시 젊은 시인과 만남을 갖다가 그의 아이를 임신하였다. 임신했다는 사실을 알고는, 자신의 죽음이 얼마 남지 않았다는걸 짐작하고 출산 예정일인 9월에 맞추어 일생의 연구를 마감해야 했다. 매일 3~4시간씩만 수면을 취하고 모든 시간을 뉴턴의 프린키피아 연구에 바쳤다. 1749년 9월 1일 샤틀레는 왕립 도서관 감독에게 뉴턴에 대해 연구해온 주요 해석들의 원고를 동봉한 서류 꾸러미를 보냈다. 3일 뒤 진통이 시작되었고, 아이를 출산하고 감염으로 인해 일주일 뒤 사망했다.

## 업적

### 운동하는 물체가 갖는 힘에 관한 연구
운동하는 물체가 갖는 힘이란 현대에 운동 에너지의 개념에 해당하는 양인데, 뉴턴은 이것을 단순히 {\displaystyle mv}로 정의를 내렸다. 이에 대해 독일의 자연철학자인 라이프니츠는 뉴턴의 관점에 이의를 제기하고 그 양은 {\displaystyle mv^{2}}가 되어야 한다고 주장했다. 에밀리 뒤 샤틀레는 이 유명한 논쟁을 알고 있었다. 이는 단순한 정의의 문제를 넘어서 뉴턴의 신학과 라이프니츠의 형이상학이 대비되는 지점이다. 뉴턴은 {\displaystyle mv}에서 신이 존재해야만 하는 이유가 드러난다고 보았다. 뉴턴의 관점에서, 정반대 방향으로 같은 속력으로 움직이던 물체가 충돌을 일으키면, 그 물체가 가지고 있던 모든 에너지는 완전히 소멸된다. 그 에너지를 우리의 우주로부터 다른 어딘가로 끌어낸 것이다. 이런 유형의 사건은 우리 주변에 늘 일어나기 때문에 외부에서 끊임없이 에너지가 유입된다고 생각하게 된다. 뉴턴은 우주가 끊임없이 움직인다는 사실이야말로, 기운을 불어넣는 신이 우리를 보살피고 있다는 증거라고 보았다. 뉴턴은 이를 엄청나게 복잡한 기하학과 미적분으로 증명했다.
에밀리 뒤 샤틀레는 라이프니츠가 내놓은 반론을 연구하며 뉴턴의 접근법에의 문제점을 발견했다. 라이프니츠가 보기에 충돌하는 두 물체의 에너지는 상쇄된 것이 아니라 서로 더해졌다. 그 에너지는 충돌할 때 일으키게 되는 다른 현상들의 원동력이 된다. 라이프니츠의 관점에서 세상은 스스로 움직인다. 라이프니츠의 신은 영원한 움직임을 만들 만큼 전지전능하다. 에밀리는 이 같은 해석에 매혹되었고, 이 주장을 객관적으로 입증하기 위해 동료 학자들과 함께 구체적이고 실험적인 증거들을 찾는데 노력을 기울였다. 그녀와 동료들은 네덜란드 출신 과학자 스흐라베잔데의 실험에서 결정적인 증거를 발견했다. 스흐라베잔데는 확실한 실험 결과를 보여주었지만 그것을 종합적으로 설명해내는 이론이 부족했고, 라이프니츠는 탁월한 이론가였지만 상당 부분 추론을 통해 내놓은 결과였다. 샤틀레는 라이프니츠의 이론을 발전시켰고 스흐라베잔데의 실험 결과를, 라이프니츠에 대한 이론을 입증하는 매우 설득력 있는 객관적 증거로 제시했다. 이 당시 대부분의 영어권 과학자들은 뉴턴의 이론을 지지했고, 독일어권 과학자들은 라이프니츠의 이론을 맹신하는 경향이 있었다. 그녀의 연구 발표로 이 논쟁은 해결되었다.

### 불의 성질에 관한 연구
1737년 프랑스 과학아카데미는 그해의 주제를 열, 빛, 불의 본질에 관한 것으로 공표했다. 에밀리와 볼테르는 이 논문 공모소식을 듣고는 그에 관한 연구를 진행하게 된다. 에밀리는 볼테르의 연구를 곁에서 도와주었고, 독자적으로 몰래 연구를 진행했다. 빛은 태양에서 나와 지구까지 도달하는 데 9분도 채 걸리지 않는다. 에밀리는 그 속도가 초속 30만 킬로미터 정도라는 것을 알고 있었다. 그녀는 태양빛 안에 고형 입자가 있고, 또 그 고형 입자 안에 무게가 있다면 빛과 부딪히는 지구는 빛의 엄청난 속도로 인해 무사하지 못할 것이라고 생각했다. 그녀는 빛에 무게가 있다면, 빛이 어떻게 태양에서 끊임없이 흘러나올 수 있을지 의문을 품었다. 만약 빛에 무게가 없다면, 빛에 관한 여러 가지 성질을 설명해낼 수 있었다. 에밀리는 논문에서 빛 속에는 지구 전체에 열을 공급할 만큼의 막대한 힘을 지닐 숨은 입자가 없다는 주장을 펼쳤다. 빛 속에 있는 여러 빛깔에 그 힘이 들어 있을 것이라는 아이디어를 제안했다. 여기서 더 나아가 빛에 들어 있는 색이 각각 다른 양의 열을 품고 있으리라는 생각에까지 나아갔다. 9월 1일 논문 마감일에 맞추어 마지막 논문을 쓰면서 "충분한 실험을 한다면 서로 다른 색깔의 빛에서 발열의 힘이 뚜렷이 구분됨을 입증할 수 있을 것이다"라고 밝혔다. 그녀는 볼테르가 사용하는 실험 기구를 사용할 수가 없었기에 순전히 사고실험으로 행해진 연구를 바탕으로 1737년 논문을 완성했으며 수상작이 되지는 못했지만 1738년 과학 아카데미에서 출간되었다. 이 논문을 계기로 뒤 샤틀레 부인의 이름이 널리 알려지게 되고 당대의 석학들과 어깨를 나란히 하게 된다. 이 연구에 해당하는 실험은 70년 후인 1800년 영국의 천문학자 허셜이 에밀리 뒤 샤틀레가 생각했던 것과 거의 동일한 방식으로 실험을 진행해서 적외선을 발견했다.

### 뉴턴의프린키피아번역 및 주석
당대의 현대 수학이었던 미적분을 토대로, 복잡한 기하학을 보다 쉽고 명료하게 재해석을 한 주석 및 논평을 달았다. 에밀리는 뉴턴의 책을 단순히 번역하는 작업을 넘어서서 뉴턴의 저작 속에 든 핵심적인 두 가지 정리를 밝혀내고자 했다. 에밀리는 뉴턴이 중력이 어떻게 작용하는지, 어떻게 지구 중심에서 바깥쪽으로 뻗어나가는지를 밝히려고 한 정리를 70번에서 75번정리1999에서 찾았다. 뉴턴이 복잡한 기하학 양식으로 기술해놓았기 때문에 그 정리의 중요성이 눈에 띄지 않았는데, 에밀리는 그 속에 숨은 개념을 명료하게 드러냈다. 여기서 그녀는 행성이나 항성이 운동할 때에 하나의 수학적 점과 같이 취급할 수 있다는 결론을 도출했다. 또 에밀리는 에너지 보존에 관한 다른 정리들을 정확하게 짚어내 현대용어로 바꾸면서 자신이 연구했던 불에 대한 실험과 연관시켜보려 시도했다. 그에 대한 답이 13번 정리에 딸려있던 40번 명제에 숨어있다는 것을 발견하고는, 그 개념이 정확히 무엇을 의미하는지를 보임으로써 후대 과학자들에게 길잡이 역할을 했다. 에밀리는 출산을 앞둔 8월 30일 원고를 탈고했다.
이 책은 에밀리가 죽고 난 후에 출간되었으며 오늘날에도 프랑스에서 쓰이는 《프린키피아》의 표준적인, 그리고 유일한 번역서이다. 에밀리가 이 책을 훌륭히 번역하였기 때문에 프랑스는 영국보다 100년 앞서 과학이 발달할 수 있었다는 시각도 있다. 왜냐하면 영국에서는 복잡한 기하학으로 가득찬 판본을 읽었기 때문이다.

### 후세에 끼친 영향
에밀리 뒤 샤틀레의 분석과 연구는 이후 과학 발전에 매우 중요한 업적이 된다. 에밀리가 확립한 결코 완전히 사라지지 않는 양적 개념의 {\displaystyle mv^{2}}은 19세기에 이르러 패러데이와 같은 과학자들에 의해 모든 에너지의 보존 가능성 개념을 확립시키기 위해 채택된다.
아인슈타인의 {\displaystyle E=mc^{2}}의 '제곱' 개념에 영향을 주었다.
에밀리와 볼테르가 시레이 성에서 보여주었던 전통을 타파하는 독자적인 삶의 방식에 사람들은 강한 인상을 받았다. 두 사람은 불합리한 관습과 전통에 의문을 품었고, 다음 세대 계몽주의 사상의 선조 격 역할을 했다.

## 일화들
- 아버지가 재정적으로 충분히 지원을 해줄 수 없게 되자, 책을 사들이기 위해 도박으로 많은 돈을 땄다. 그녀가 능할 수 있었던 이유는 해석기하학에 능했기 때문으로 짐작된다.

- 그녀는 여가 시간에 미적분 실력을 다듬곤 했기에 덕분에 어렵고 긴 계산을 쉽게 해내는 능력이 있었다.

- 자신의 글에서 "내가 왕이라면, 여자에게 인간이 누려야 할 모든 권리를 갖게 해줄 텐데. 특히 이성에 관련된 모든 권리를."이라 밝히며 당대의 여성의 교육 부족을 지적했다.

- 베르누이, 프리드리히 대왕, 볼링브룩(영어: Viscount Bolingbroke, 영국 작가이자 정치인), 조너선 스위프트 같은 사람들과 편지 왕래를 하며 서로의 생각을 주고 받았다.

- 보수적인 모국의 프랑스 아카데미의 정회원은 되지 못했으나 이탈리아 아카데미 회원이 되는 영예를 누렸다.

- 저서 《물리학 입문》은 그녀의 아들 루이마리(프랑스어: Louis-Marie)에게 뉴턴의 물리학을 가르치기 위해 썼다. 이 책은 라이프니츠와 클라크 사이에서 균형을 잡으며 뉴턴의 물리학과 독일 형이상학의 통합을 시도했다는 점에서 의의가 있다. 그런데 이 작품을 미리 보게 된 한 때 그녀의 수학선생이었던 사무엘 쾨니히(독일어: Samuel Koenig 1712년 ~ 1757년)가 에밀리의 책을 자신의 것이라고 주장하였다. 이 일로 에밀리는 쾨니히 선생과 결별했고, 자신이 직접 마무리하여 1740년 말에 익명으로 책을 출간했다.

- 그녀는 네덜란드 작가 만데빌레가 지은 《꿀벌의 우화》(영어: Fable of the Bees)의 서문에 "신체에서 증거를 찾는 일은 박물학자들에게 일임할 것이며 뚜렷한 증거를 찾기 전까지는 여성도 교육에 대해 불평할 권리가 있다."라고 썼다. 그녀는 여성의 교육에 관심이 많았다.

- 볼테르는 그녀의 죽음을 알고 벽에 머리를 찧으며 슬퍼했으며, "나의 반쪽을 잃었노라!" 라고 외치며 괴로워했다고 한다.

- 대화할 때 말이 엄청나게 빠르기로 유명했다. 하지만 연구 이론에 관해서라면 훨씬 여유를 갖고 조리 있게 말했다.

- 순전히 즐거움을 위해 각본을 쓰고 연극을 무대에 올렸다. 오페라에 직접 출연하여 하프시코드를 연주하기도 하고, 대본 없이 노래를 부르기도 하였다.

## 저서들
- 1738.《뉴턴 철학의 기본 요소들(프랑스어: Elments de la philosophie de Newton)》

- 1739.《불의 성질에 관하여 (프랑스어: Dissertation sur la nature du feu)》2판 1744

- 1740.《물리학 입문(프랑스어: Institutions de physique)》2판 1742

- 1756.《뒤 샤틀레 부인에 의한 자연철학의 수학적 원리 (프랑스어: Principes mathematique de la philosophie naturelle par feue Madame la Marquise du Chatelet)》2판 1759

- 《창세기에 대한 검토 (프랑스어: Examen de la Genese)》

- 《신약성서에 대한 검토 (프랑스어: Examen des Livres du Nouveau Testament)》

- 1779.《행복론(프랑스어: Discours sur le bonheur)》에피쿠로스주의적 성격이 있는 이 책은 그녀의 인생에 대한 이야기이기도 하다. 이 책은 행복의 방법론을 논한 최초의 책으로 6번 재발행되는 베스트셀러였다. 이 책의 내용은 사랑의 형이상학에 관한 것이었다. 1746년에 쓰여졌고 1779년에 출판되었다.

## 참고 문헌
- 데이비드 보더니스(영어: David Bodanis), E=mc², 생각의나무
- 데이비드 보더니스, 마담 사이언티스트, 생각의나무
- 마리트 룰만, 여성 철학자 (아무도 말하지 않은 철학의 역사), 푸른숲
- 론다 쉬빈저, 두뇌는 평등하다 (과학은 왜 여성을 배척했는가?), 서해문집
- 김용관, 생각의 진화, 국일미디어
- 뱃시 프리올뢰, 유혹의 기술2 (세상을 매혹했던 여자들), 이마고